# 875
875 (DCCCLXXV) je bilo navadno leto, ki se je po julijanskem koledarju začelo na soboto.

## Dogodki
- 1. januar

## Rojstva
- Spytihněv I., drugi vojvoda Češke († 915)